# Анабас
Анаба́с (Anabas) — рід риб родини анабасових (Anabantidae). Це єдиний рід анабасових, що поширений в Азії, решта представників родини мешкають в Африці.
Назва Anabas походить від давньогрецького анабаїно (дав.-гр. άναβαινώ), що означає «підійматися», відповідно Anabas — це «той, хто підіймається вгору».
Ці риби стали добре відомими завдяки незвичному способу життя: вони здатні на тривалий час залишати воду. Навіть їхні дуже близькі африканські родичі не здібні цього робити.

## Систематичний статус
Філогенетичні дослідження встановили, що рід Anabas є монофілетичною кладою й утворює окрему підродину Anabantinae, що є сестринською до підродини Ctenopominae, яка об'єднує африканські роди Sandelia, Ctenopoma та Microctenopoma. Азійсько-африканська дивергенція, за різними розрахунками, сталася десь у період між 87,30 до 30,83 млн років тому.

## Види
Рід Anabas був створений 1816 року; типовим видом за монотипією був визначений Perca scandens  Daldorff, 1797, він же Anthias testudineus  Bloch, 1792, й отримав нову назву Anabas testudineus  (Bloch, 1792). Згодом до роду був зарахований ще індійський вид Coius cobojius  Hamilton, 1822.
До складу роду входять такі види:
- Anabas cobojius  (Hamilton, 1822); Індія й Бангладеш; довжина до 30 см;
- Anabas testudineus  (Bloch, 1792); Південна й Південно-Східна Азія; довжина 20-25 см; українська назва виду — повзун індійський[4];
- Anabas tongtruongensis  Nguyen, Ngô & Nguyen, 2015; В'єтнам.

Повзун індійський є найвідомішим представником роду.
Існує певна плутанина зі систематикою роду, мало уваги приділялось внутрішньовидовим відмінностям за морфометричними показниками. Ще в XIX ст. був описаний цілий ряд анабасів з Індонезії: Anabas variegatus  Bleeker, 1851 з півночі острова Сулавесі, Anabas macrocephalus  Bleeker, 1855 з острова Ява, Anabas oligolepis  Bleeker, 1855 з півдня острова Калімантан, Anabas microcephalus  Bleeker, 1857 з острова Амбон, Anabas trifoliatus  Kaup, 1860 з острова Ява, Anabas elongatus  Reuvens, 1895 з острова Сумба. Всі ці назви були визнані синонімами Anabas testudineus  (Bloch 1792).
В Індії зустрічаються 2 види Anabas, що відрізняються числом хромосом та морфологією. Вони були ідентифіковані індійськими вченими (Seshagiri Rao, 1968; Dutt & Ramaseshaiah, 1982, 1983; Ramaseshaiah & Dutt, 1984) як A. testudineus і A. oligolepis, але без пояснення критеріїв, які використовувалися для визначення, якому із них належить назва A. testudineus, а також того, чому A. oligolepis, типовою місцевістю якого був визначений Південний Калімантан, має бути назвою другого виду з Індії. Прибрати останню суперечність певною мірою дозволяє пропозиція вважати назву Anabas oligolepis  Bleeker, 1855 синонімом Anabas cobojius  (Hamilton, 1822).

## Поширення
Поширені в Південній та Південно-Східній Азії. Трапляються в Індії, Шрі-Ланці, Бангладеш, М'янмі, Південному Китаї, Індонезії, Малайзії, Таїланді та на Філіппінських островах.
Населяють як прісні, так і солонуваті водойми: болота й калюжі, озера й ставки, канави, трапляються на рисових полях. Серед них є й такі, що можуть періодично пересихати.

## Характеристика

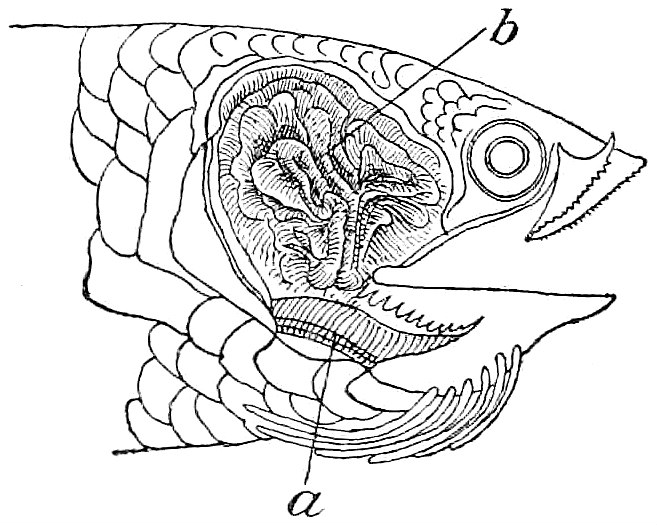
Лабіринтовий орган анабаса.

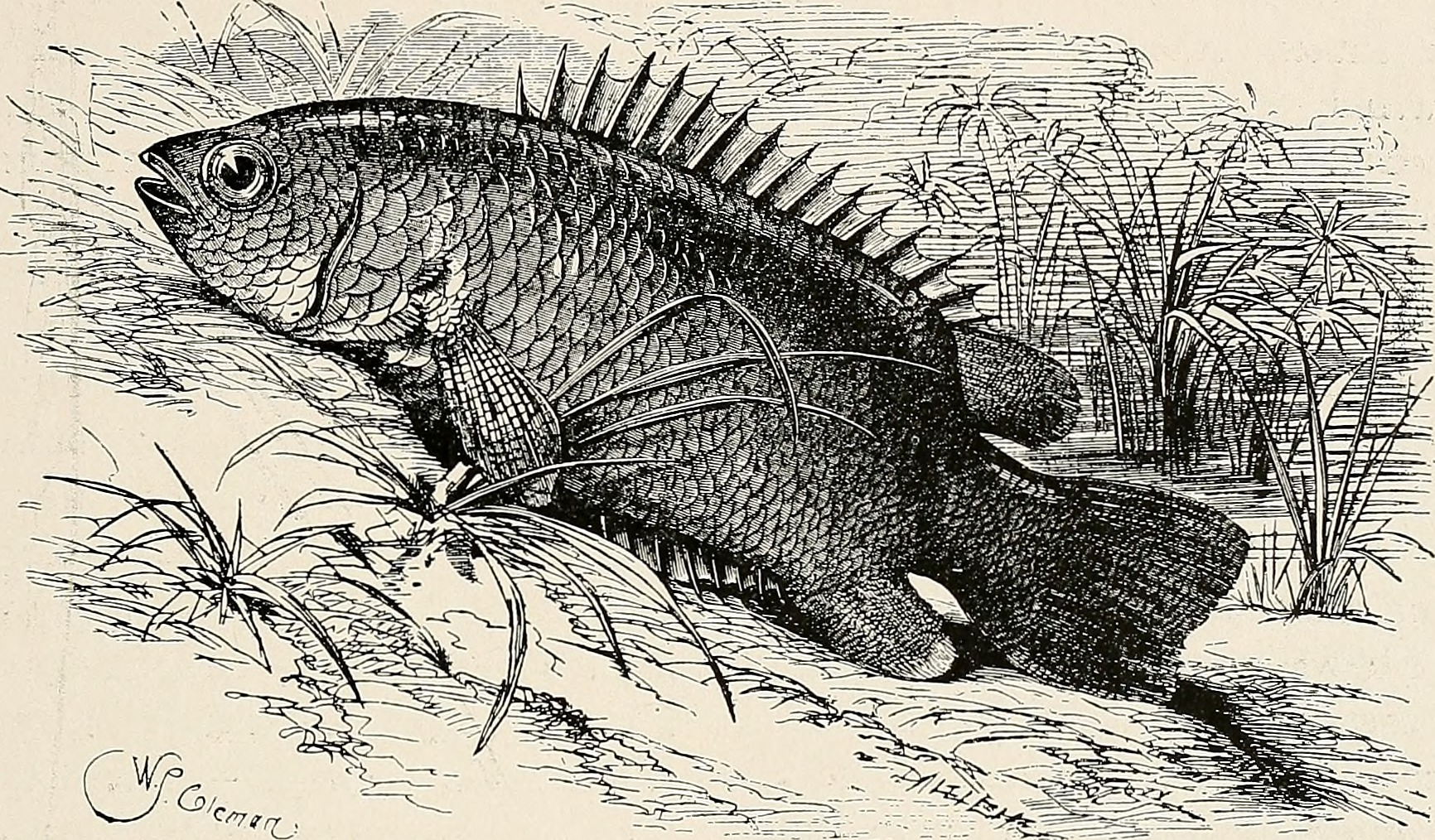
Анабас «подорожує» суходолом.

У природі представники роду можуть виростати до 30 см. Анабаси мають видовжене тіло, в передній частині лише трохи, а в задній сильно стиснуте з боків. Профілі спини та черева майже прямі й паралельні. Голова помірно велика, має наближену до конічної форму, стиснута з боків, спереду трохи закруглена. Рот невеликий, косий, кінцевий, щелепи однакової довжини, нижня трохи виступає вперед. Щелепи та окремі інші кістки в ротовій порожнині вкриті зубами. Очі великі. Краї зябрових кришок сильно зазублені. Луски ктеноїді, середнього розміру. Бічна лінія переривається. Хвостовий плавець округлий. Спинний плавець низький і довгий. Спинний та анальний плавці мають тверді та м'які промені, у спинному твердих більше, тоді як в анальному їх приблизно порівну.
Основне забарвлення варіює від сіро-коричневого до сіро-зеленого, спинка темніша, а черево світліше.
Анабаси над зябрами мають лабіринтовий орган, який дає змогу дихати атмосферним киснем. Завдяки цьому органу вони можуть жити у водоймах з низьким вмістом кисню й навіть перебувати поза водою впродовж тривалого часу (6-8 годин). Коли їхні рідні водойми пересихають, риби вирушають в мандрівку суходолом в пошуках нової домівки. Риби повзають за допомогою грудних плавців, зябрових кришок та рухів хвоста. Пересування невеличких груп анабасів можна спостерігати під час злив або рано вранці, поки земля ще вкрита росою.
М'ясоїдні, живляться безхребетними та їхніми личинками. Анабаси можуть тривалий час зберігати їжу в ротовій порожнині.

## Розмноження
Нерест парний, відбувається поночі й, як правило, в дуже каламутній воді. Нересту передує залицяння. Риби обіймаються й викидають у цей момент статеві продукти. На відміну від більшості інших лабіринтових риб, анабаси не виявляють жодної форми піклування про потомство.
Самка відкладає від 2 до 10 тис. ікринок. Вони прозорі, близько 0,6 мм в перетині, спливають до поверхні води. Ембріональний розвиток ікри анабаса може відбуватись у надзвичайно бідних на кисень водоймах. Утримуючи ікру та личинок біля поверхні води, жирова крапля забезпечує їм сприятливі умови дихання. Нерест порційний, розтягнутий на більшу частину року.

## Значення для людини
Анабаси є важливою промисловою рибою, її цінують завдяки смаковим та поживним якостям. Здатність анабасів дихати повітрям та їхня терпимість до забруднення використовуються для транспортування риб у живому стані на великі відстані.
Іноді цих риб тримають в акваріумах.